# District de Beitbridge

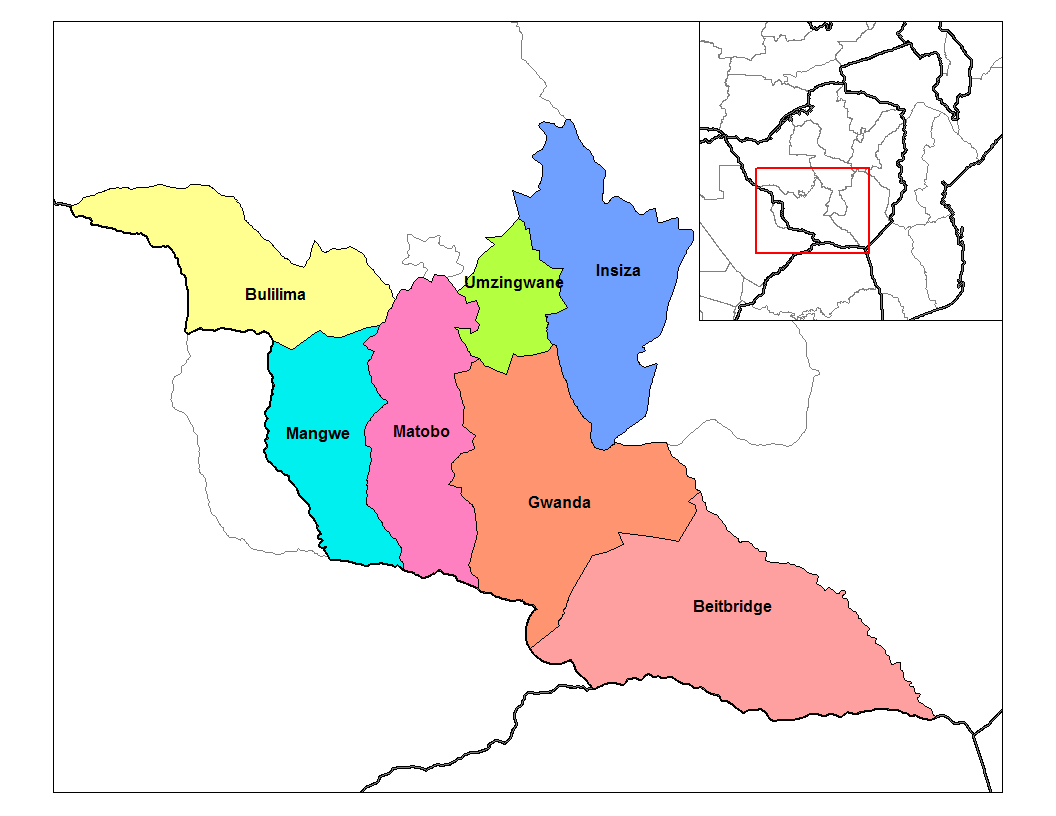
Carte des districts de Matabeleland méridional.

Le district de Beitbridge est une subdivision administrative de second ordre de la province du Matabeleland méridional au Zimbabwe. Son centre administratif est Beitbridge.
On estime que près de 60 % de la population est de sexe féminin du fait de l'importante immigration masculine en direction de l'Afrique du Sud.